# 593 (szám)
Az 593 (római számmal: DXCIII) egy természetes szám, prímszám.

## A szám a matematikában
A tízes számrendszerbeli 593-as a kettes számrendszerben 1001010001, a nyolcas számrendszerben 1121, a tizenhatos számrendszerben 251 alakban írható fel.
Az 593 páratlan szám, prímszám. Jó prím. Kiegyensúlyozott prím. Pillai-prím. Normálalakban az 5,93 · 102 szorzattal írható fel.
Leyland-prím, tehát felírható {\displaystyle x^{y}+y^{x}} alakban.
Szigorúan nem palindrom szám.
Az 593 négyzete 351 649, köbe 208 527 857, négyzetgyöke 24,35159, köbgyöke 8,40140, reciproka 0,0016863. Az 593 egység sugarú kör kerülete 3725,92889 egység, területe 1 104 737,915 területegység; az 593 egység sugarú gömb térfogata 873 479 444,8 térfogategység.
Az 593 helyen az Euler-függvény helyettesítési értéke 592, a Möbius-függvényé −1.